# 628 г. пр.н.е.

## Събития

### В Азия

#### В Асирия
- Цар на Асирия е Ашурбанипал (669/8 – 627 г. пр.н.е.).[1]
- Цар Кандалану (648/7 – 627 г. пр.н.е.) управлява Вавилон като подчинен на асирийския цар.[2]

### В Африка

#### В Египет
- Псаметих (664 – 610 г. пр.н.е.) е фараон на Египет.[3][4]

### В Европа
- В Гърция се провеждат 38-тe Олимпийски игри:
  - Победител в дисциплината бягане на разстояние един стадий става Олинтей от Лакония.[5]
  - Самo за тези игри е въведено състезание по панкратион за момчета. Победител става Девтелид от Лакония.[5]
- Преселници от Мегара Хиблея основават колонията Селинунт в Сицилия. Те са ръководени от Памил, който е призован за целта от оригиналния град-майка Мегара.[6]
- Около тази година умира първият коринтски тиран Кипсел (657 – 628/7 г. пр.н.е.). Той е наследен от сина си Периандър (628/7 – 588/7 г. пр.н.е.).[7]

## Починали
- Кипсел, тиран на град Коринт